# أميرة رفعت
أميرة إبراهيم أحمد رفعت (1981 - 9 أكتوبر 2016) سياسية ونائبة برلمانية مصرية وعضوة في مجلس النواب عن دائرة شبين الكوم في محافظة المنوفية.

## عن حياتها
ولدت عام 1981 في محافظة المنوفية.

## أبناؤها
- ضي وائل. (مواليد 2006)[1]
- أحمد أيمن فؤاد الشافعي . (مواليد 2010)[1]

## الحادث
في يوم الأحد 9 أكتوبر 2016 وأثناء توجهها برفقة أبنائها لحضور الاحتفال بمرور 150 عاما علي الحياة النيابية في مصر، بشرم الشيخ إنقلبت السيارة التي كانت فيها هي وأبنائها على بعد 50 كيلومترا من طور سيناء في اتجاه مدينة أبورديس أمام منطقة سهل القاع. ولقد تسبب الحادث في وفاة أميرة رفعت وإصابه ابنتها ضي وائل بسحجات وكدمات متفرقة بالجسم وإصابه شقيقها بنزيف بالمخ.

## وفاتها
توفيت في يوم الأحد 9 أكتوبر 2016 عن عمر يناهز 35 سنة أثناء توجهها برفقة أبنائها لحضور الاحتفال بمرور 150 عاما علي الحياة النيابية في مصر، بشرم الشيخ، وأصيب أبناؤها إثر حادث انقلاب سيارتها على الطريق الدولي بجنوب سيناء.